# Biketawa
Biketawa är en ö i Kiribati.   Den ligger i örådet Tarawa och ögruppen Gilbertöarna, i den östra delen av landet, 16 km nordost om huvudstaden Tarawa.